# Алетейя (философия)
Алетейя (др.-греч. Ἀλήθεια — «несокрытое», «истина») — понятие «истины» или «раскрытия истины» в философии. Возникнув в Древней Греции, этот термин впервые был прямо использован Парменидом в поэме «О природе», где он противопоставляет его доксе.
Термин был возрождён в XX веке в работах философа Мартина Хайдеггера. Хотя данное слово часто дословно переводят как «истина», Хайдеггер утверждал, что оно отличается от распространенных представлений об «истине».

## В античности
Термин «алетейя» может переводиться по-разному: как «несокрытость», «раскрытие», «выявление» или «истина». Буквальное значение слова ἀ-λήθεια — «состояние, когда ничего не скрыто; состояние, когда все очевидно». Оно также означает фактичность или реальность чего-либо. Это — антоним слова Λήθη, которое буквально означает «забвение», «забытие» или «сокрытие».
В греческой мифологии Алетейя была олицетворена как богиня Алетейя, и, по некоторым интерпретациям, была дочерью Зевса. В баснях Эзопа же говорится, что её создателем являлся Прометей. Также она приравнивалась к Веритас, римской богине истины.

## Алетейя и Хайдеггер
В первой половине и середине XX века Мартин Хайдеггер вновь привлек внимание к понятию «алетейи», связав его с понятием «разомкнутости»: способа, которым вещи появляются как сущности в мире. Изначально он обращался к «алетейе» как к «истине», причем именно в форме, свойственной досократикам. Однако же впоследствии Хайдеггер скорректировал эту интерпретацию.
Хайдеггер дал этимологический анализ слова «алетейя» и сформулировал понимание этого термина как «нераскрытость». Таким образом, алетейя отличается от концепций истины, понимаемых как утверждения, направленные на точное описание действительного положения дел (то есть соответствие), или утверждения, которые должным образом вписываются в общую систему описательных представлений (то есть согласованность).
Вместо этого Хайдеггер сосредоточился на выяснении того, как раскрывается данный онтологический «мир», в котором вещи, собственно, становятся «понятными» для людей, как часть целостно структурированной общей картины значений.
Хайдеггер начал свое рассуждение о переосмыслении алетейи в своем главном труде «Бытие и время» и расширил эту концепцию другой работе под названием «Введение в метафизику».
Более подробно о его понимании алетейи возможно прочитать также в эссе «Исток художественного творения», в котором описывается ценность произведения искусства как средства, открывающего «просвет» для появления «вещей» в мире, или раскрывающего их значение для людей. В качестве одного из примеров Хайдеггер приводит картину «Башмаки» известного нидерландского художника Винсента Ван Гога. Спустя почти сорок лет Хайдеггер ещё раз пересмотрел свои взгляды на алетейю как на понятие истины в эссе «Конец философии и задача мышления».